# Darren Raddysh
Darren Raddysh (né le 28 février 1996 à Toronto dans la province de l'Ontario au Canada) est un joueur professionnel canadien de hockey sur glace. Il évolue au poste de défenseur. Il est le frère du joueur Taylor Raddysh.

## Biographie
En 2012, il commence sa carrière junior dans la Ligue de hockey junior de l'Ontario avec les Raiders de Georgetown puis rejoint les Otters d'Érié dans la Ligue de hockey de l'Ontario. En 2014, son frère Taylor rejoint l'effectif des Otters d'Érié. Les Otters remportent la Coupe J.-Ross-Robertson 2017. Le 20 juin 2017, il signe un contrat professionnel avec les IceHogs de Rockford dans la Ligue américaine de hockey.
Le 30 décembre 2021, il joue son premier match dans la Ligue nationale de hockey avec le Lightning de Tampa Bay chez les Panthers de la Floride. Le 1er avril 2023, il enregistre ses premiers points dans la LNH avec deux assistances face aux Islanders de New York. Il marque son premier but dans la LNH face aux Rangers de New York le 5 avril 2023.

## Trophées et honneurs personnels

### Ligue de hockey de l'Ontario
- 2016-2017 : remporte le Trophée Max-Kaminsky.
- 2016-2017 : remporte le Trophée Leo-Lalonde.
- 2016-2017 : nommé dans la première équipe des étoiles.

### Coupe Memorial
- 2016-2017 : nommé dans la première équipe des étoiles.

### Ligue américaine de hockey
- 2023 : participe au match des étoiles.
- 2022-2023 : nommé dans la première équipe des étoiles.

## Statistiques
| Saison     | Équipe                 | Ligue      |     | Saison régulière | Saison régulière | Saison régulière | Saison régulière | Saison régulière |   | Séries éliminatoires | Séries éliminatoires | Séries éliminatoires | Séries éliminatoires | Séries éliminatoires |
| Saison     | Équipe                 | Ligue      | PJ  | B                | A                | Pts              | Pun              | PJ               | B | A                    | Pts                  | Pun                  |                      |                      |
| 2012-2013  | Raiders de Georgetown  | LHJO       | 7   | 0                | 2                | 2                | 0                | -                | - | -                    | -                    | -                    |                      |                      |
| 2012-2013  | Otters d'Érié          | LHO        | 24  | 0                | 2                | 2                | 2                | -                | - | -                    | -                    | -                    |                      |                      |
| 2013-2014  | Otters d'Érié          | LHO        | 60  | 3                | 10               | 13               | 27               | 2                | 0 | 0                    | 0                    | 2                    |                      |                      |
| 2014-2015  | Otters d'Érié          | LHO        | 60  | 14               | 34               | 48               | 38               | 20               | 2 | 7                    | 9                    | 18                   |                      |                      |
| 2015-2016  | Otters d'Érié          | LHO        | 66  | 8                | 32               | 40               | 80               | 13               | 4 | 5                    | 9                    | 8                    |                      |                      |
| 2016-2017  | Otters d'Érié          | LHO        | 62  | 16               | 65               | 81               | 63               | 22               | 8 | 14                   | 22                   | 14                   |                      |                      |
| 2017-2018  | IceHogs de Rockford    | LAH        | 66  | 5                | 17               | 22               | 26               | 9                | 0 | 2                    | 2                    | 4                    |                      |                      |
| 2018-2019  | IceHogs de Rockford    | LAH        | 54  | 8                | 18               | 26               | 20               | -                | - | -                    | -                    | -                    |                      |                      |
| 2018-2019  | Wolf Pack de Hartford  | LAH        | 22  | 1                | 3                | 4                | 16               | -                | - | -                    | -                    | -                    |                      |                      |
| 2019-2020  | Wolf Pack de Hartford  | LAH        | 62  | 6                | 22               | 28               | 33               | -                | - | -                    | -                    | -                    |                      |                      |
| 2020-2021  | Wolf Pack de Hartford  | LAH        | 24  | 2                | 13               | 15               | 12               | -                | - | -                    | -                    | -                    |                      |                      |
| 2021-2022  | Crunch de Syracuse     | LAH        | 61  | 7                | 18               | 25               | 40               | 5                | 0 | 2                    | 2                    | 2                    |                      |                      |
| 2021-2022  | Lightning de Tampa Bay | LNH        | 4   | 0                | 0                | 0                | 0                | -                | - | -                    | -                    | -                    |                      |                      |
| 2022-2023  | Crunch de Syracuse     | LAH        | 50  | 13               | 38               | 51               | 40               | -                | - | -                    | -                    | -                    |                      |                      |
| 2022-2023  | Lightning de Tampa Bay | LNH        | 17  | 1                | 2                | 3                | 4                | 6                | 1 | 1                    | 2                    | 2                    |                      |                      |
| 2023-2024  | Lightning de Tampa Bay | LNH        | 82  | 6                | 27               | 33               | 21               | 3                | 0 | 0                    | 0                    | 0                    |                      |                      |
| Totaux LNH | Totaux LNH             | Totaux LNH | 103 | 7                | 29               | 36               | 25               | 9                | 1 | 1                    | 2                    | 2                    |                      |                      |